# (2079) Jacchia
(2079) Jacchia es un asteroide perteneciente al cinturón de asteroides descubierto por el equipo del Observatorio del Harvard College el 23 de febrero de 1976 desde la Estación George R. Agassiz, Estados Unidos.

## Designación y nombre
Jacchia recibió al principio la designación de 1976 DB.
Posteriormente se nombró en honor del astrofísico italiano Luigi Giuseppe Jacchia (1910-1996).

## Características orbitales
Jacchia orbita a una distancia media de 2,599 ua del Sol, pudiendo alejarse hasta 2,801 ua y acercarse hasta 2,397 ua. Su inclinación orbital es 13,26° y la excentricidad 0,07766. Emplea en completar una órbita alrededor del Sol 1531 días.